# Bisbat de Caxito
El Bisbat de Caxito  (portuguès: Diocese de Caxito; llatí: Dioecesis Caxitonsis) és una seu de l'Església Catòlica a Angola, sufragània de l'arquebisbat de Luanda. El 2013 tenia 240.000 batejats al voltant de 564.000 habitants. Actualment és dirigida pel bisbe António Francisco Jaca.

## Territori
La diòcesi es troba a la província del Bengo, situada a la part nord-occidental d'Angola. Comprèn els següents municipis: Caxito, Ambriz, Bula Atumba, Dande, Dembos, Nambuangongo, Pango-Aluquém, Cacuaco i Kikolo. Limita al nord amb el bisbat de Mbanza Congo i Uijé, a l'est amb el bisbat de Ndalatando i a l'oest amb l'arquebisbat de Luanda.
La seu episcopal és a la ciutat de Caxito, la capital provincial, on s'hi troba la catedral de Santa Anna. El territori comprèn 25.133 km² i es divideix en 10 parròquies.

## Història
La diòcesi fou erigida el 6 de juny de 2007 amb la butlla Caritas Christi del papa Benet XVI, aplegant territori de l'arquebisbat de Luanda.

## Cronologia de bisbes
- António Francisco Jaca, S.V.D., des del 6 de juny de 2007

## Estadístiques
A finals del 2013, la diòcesi tenia 240.000 batejats sobre una població de 564.000 persones, equivalent al 42.6% del total.
| any  | població | població | població | sacerdots | sacerdots       | sacerdots       | sacerdots             | diaques | religiosos | religiosos | parroquies |
| ---- | -------- | -------- | -------- | --------- | --------------- | --------------- | --------------------- | ------- | ---------- | ---------- | ---------- |
| any  | batejats | total    | %        | total     | clergat secular | clergat regular | batejats por sacerdot | diaques | homes      | dones      |            |
| 2007 | 214.000  | 500.000  | 42,8     | 14        | 2               | 12              | 15.286                |         | ?          | ?          | 6          |
| 2012 | 240.000  | 564.000  | 42,6     | 20        | 5               | 25              | 9.600                 |         | 28         | 82         | 10         |